# Lega Nesiotica

Le Cicladi nel mar Egeo

La Lega Nesiotica (in greco τὸ κοινὸν τῶν νησιωτῶν) era un'associazione di abitanti di varie isole Cicladi dell'Egeo alla fine del IV e nella prima metà del III secolo a.C.. L'alleanza, fondata probabilmente da Antigono I Monoftalmo nel 315/314 a.C. (secondo alcune fonti probabilmente erroneamente nel 308 a.C. da Tolomeo I Soter), aveva il suo centro a Delo.

## Storia
La Lega Nesiotica fu creata sotto l'egida di Antigono Monoftalmo durante le guerre dei diadochi nel contesto della sua lotta contro il re macedone Cassandro e i suoi alleati, mentre il proclama di Tiro del 315 proclamò il principio della libertà delle città greche dalla tutela macedone. Approfittando di movimenti antimacedoni o antiateniesi (Atene era allora sotto il dominio indiretto macedone), la flotta antigonide intervenne nell'Egeo, liberando Delo dalla tutela ateniese nel settembre del 314.
Dopo la sconfitta e la cattura di Demetrio Poliorcete nel 286 a.C., Tolomeo I prese il controllo della Lega. In termini di contenuti, la Lega era un'alleanza politica. Dall'epoca della sovranità tolemaica, l'alleanza era guidata da un nesiarca, probabilmente nominato dal re egiziano, che era assistito da un consiglio (synhédrion). Tre nesiarchi sono noti per nome: Apollodoro (prima del 286 a.C.), Bakchon di Beozia (intorno al 280 a.C.) ed Ermea di Alicarnasso (intorno al 268 a.C.). Si celebravano feste comunali in onore dei rispettivi patroni, inizialmente l'Antigoneia (Ἀντιγόνεια) e la Dēmētrieia (Δημητρίεια), dopo l'inizio del dominio tolemaico, la Sotēria Ptolemaia (Σωτήρια Πτολεμαῖα) e Philadelphia (Φιλαδέλφεια) in onore di Tolomeo I e Tolomeo II Filadelfo.
Almeno in teoria, tutte le città membri della Lega erano libere, ma in alcuni casi la Lega aveva poteri di vasta portata. Così, nella forma del consiglio, era consentito concedere la cittadinanza e la prossenia in tutte le città e tutti i membri pagavano le tasse al re. Dalla Seconda guerra siriaca (260-253 a.C.), non ci sono più prove dell'esistenza della Lega.
Sotto la guida di Rodi, la Lega fu ristabilita dal 188 al 167 a.C. Il centro della confederazione era ora su Tenos. Oltre al consiglio (synhédrion), esisteva un organo di governo (prostátaí) che poteva presentare proposte al consiglio.